# Heini Halberstam
Heini Halberstam (Most, 11 settembre 1926 – Champaign, 25 gennaio 2014) è stato un matematico britannico, che ha lavorato nel campo della teoria analitica dei numeri.
È uno dei due matematici da cui prende il nome la congettura di Elliott-Halberstam.
Nato in Cecoslovacchia da una famiglia ebraica, Heini Halberstam fu tra i 669 bambini giunti come rifugiati in Inghilterra nel 1939 grazie al Kindertransport organizzato da Nicholas Winton. Sopravvisse così all'Olocausto. 